# Скъпа моя, скъпи мой
„Скъпа моя, скъпи мой“ е български игрален филм (драма) от 1985 година на режисьора Едуард Захариев, по сценарий на Пламен Масларов и Едуард Захариев. Оператор е Стефан Трифонов. Музиката във филма е композирана от Митко Щерев.
Във филма е използван мотив от повестта „Светата Анна“ на Александър Томов.

## Сюжет
Иван и Ана заедно с двете си деца пристигат да живеят и работят в София. Всичко върви добре до момента, в който се появява Владо – млад мъж, прекъснал следването си, който работи във фабриката на Ана. Иван чувства промяна в отношението на жена си към него и узнава за причината от едно анонимно писмо. В дома идва Владо, който открито говори за чувствата си към Ана и желанието му да я направи щастлива. Владо иска тя да стане негова жена. В семейството настъпва криза. Изменила ли е Ана на съпруга си? Оправдана ли е ревността на Иван? Тези въпроси не остават в рамките на любовния триъгълник, а се прехвърлят върху децата, колегите, приятелите...

## Състав

### Актьорски състав
| Роля      | Изпълнител                                          |
| --------- | --------------------------------------------------- |
| Анна      | Мариана Димитрова                                   |
| Иван      | Пламен Сираков                                      |
|           | Участват още                                        |
| Владо     | Иван Донев                                          |
| Рая       | Рая Бъчварова                                       |
| Андро     | Андрей Тодоров                                      |
| Митко     | Антон Радичев                                       |
| Григор    | Стоян Стоев                                         |
| Минка     | Ана Гунчева                                         |
| Божо      | Божидар Искренов                                    |
| Съседката | Катя Тодорова                                       |
| Благо     | Благовест Аргиров                                   |
| Свет      | Светослав Аргиров                                   |
| Пепа      | Пенка Арманакова                                    |
|           | В епизодите                                         |
|           | Ернестина Шинова                                    |
|           | Иван Дойчев                                         |
|           | Павел Тодоров                                       |
|           | Спас Захариев                                       |
|           | Петър Щерев                                         |
|           | Данаил Пенев                                        |
|           | Николай Спасов                                      |
|           | Методи Атанасов                                     |
|           | Федерико Захариев                                   |
|           | Георги Кокаланов                                    |
|           | Александър Димитров                                 |
|           | Николай Ранев                                       |
|           | Михаил Въжаров                                      |
|           | Малина Дренникова                                   |
|           | Пенка Аврамова (не е посочена в надписите на филма) |

и др.

### Творчески и технически екип
| Режисьор                       | Едуард Захариев                                                                                      |
| Сценарий                       | Пламен Масларов Едуард Захариев                                                                      |
| Оператор                       | Стефан Трифонов                                                                                      |
| Художник                       | Георги Гуцев                                                                                         |
| Костюми                        | Росица Енева Росица Камбурова                                                                        |
| Грим                           | Росица Иванова                                                                                       |
| Гардероб                       | Иванка Генева                                                                                        |
| Музика                         | Митко Щерев                                                                                          |
| Звук                           | Димитър Катърджиев                                                                                   |
| Редактор                       | Цветана Коларова                                                                                     |
| Монтаж                         | Магда Кръстева                                                                                       |
| Директор                       | Ангел Николов                                                                                        |
| Втори режисьори                | Владимира Кирова Илиана Димитрова                                                                    |
| Втори оператор                 | Димитър Минков                                                                                       |
| Втори художник                 | Георги Елкин                                                                                         |
| Асистент-режисьор              | Димитър Дамев                                                                                        |
| Асистент-оператори             | Димитър Дончев Жеко Манев Енико Касабов                                                              |
| Асистент монтажист             | Албена Стоименова                                                                                    |
| Скриптер                       | Маргарита Кадиева                                                                                    |
| Тонтехник                      | Георги Кондов                                                                                        |
| Реквизит                       | Алексей Крумов                                                                                       |
| Осветление                     | Георги Михайлов Едуард Тошев Стамен Атанасов Симеон Кръстев Фьодър Цановски                          |
| Кран                           | Георги Якимов                                                                                        |
| Агрегат                        | Пенчо Михайлов                                                                                       |
| Декори                         | Светослав Михайлов Цветан Петров                                                                     |
| Фотографи                      | Станка Влахова Веселин Байрамов Соня Велева                                                          |
| Организатори                   | Васил Ковачев Васил Груев Светла Николова Герго Чернев Илиана Недялкова Цветан Димитров              |
| Цветен четец                   | Габриела Мирчева                                                                                     |
| Шумовици                       | Георги Казанджиев Димитър Стефанов                                                                   |
| Песента „Скъпа моя, скъпи мой“ | Стихове: Добри Жотев Изпълняват: Милица Божинова и Илия Ангелов                                      |
| Производство                   | Българска кинематография Студия за игрални филми „Бояна“ Втори творчески колектив /Copyright © 1985/ |